# Thame (Nepal)
Thame ist ein Dorfgruppe in der Region Khumbu im Osten Nepals. Sie liegt auf einer Höhe von etwa 3800 m am Zusammenfluss von Bhotekoshi und Thame Khola. Der Ort liegt im Sagarmatha-Nationalpark und ist heute sehr touristisch geprägt. Thame ist etwa drei Wegstunden von Namche Bazar entfernt.

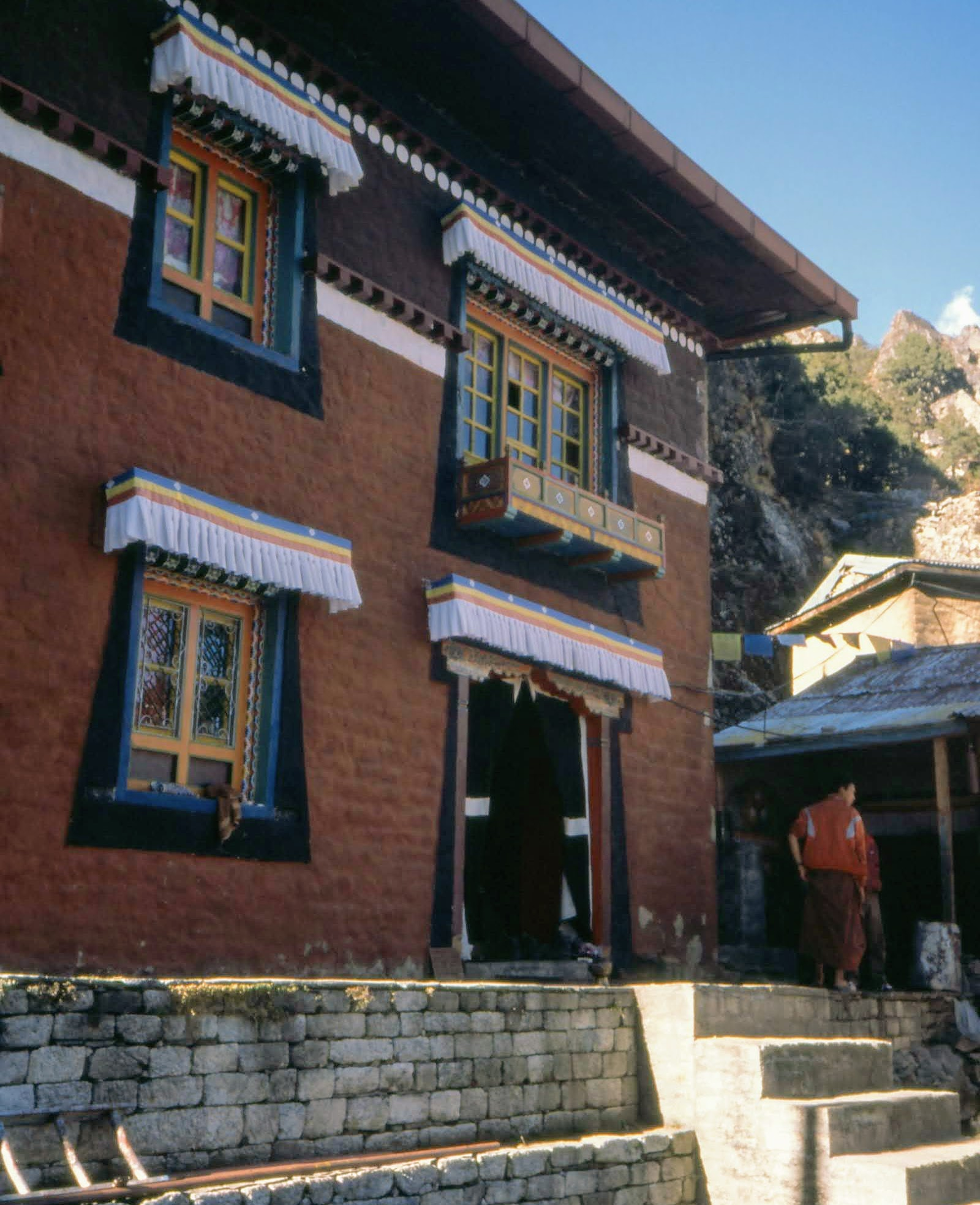
Thame Gompa

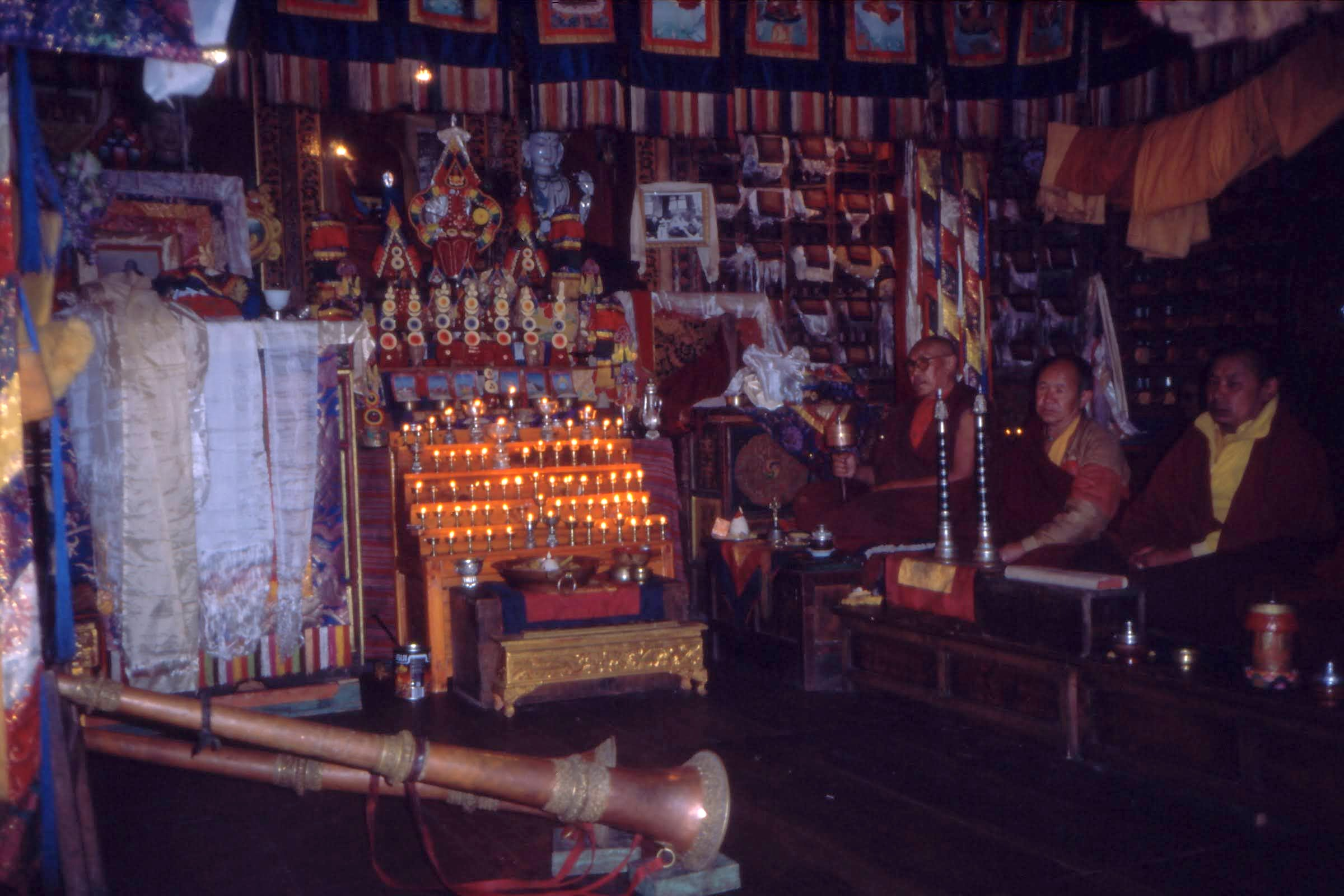
Zeremonie in der Thame Gompa

Etwa 500 Meter westlich des Ortes auf rund 4000 m Höhe befindet sich die zwischen 1667 und 1677 erbaute Gompa, eines der wichtigsten Klöster im Khumbu.

## Söhne und Töchter des Ortes
- Tenzing Norgay, Erstbesteiger des Mount Everest zusammen mit Edmund Hillary
- Appa Sherpa, nepalesischer Sherpa und Höhenbergsteiger.